# となりの魔王
『となりの魔王』（となりのまおう）は、雪乃下ナチによる日本のライトノベル。イラストをちほが担当している。「小説家になろう」にて2013年8月から連載され、書籍版はビーズログ文庫アリス（KADOKAWA）より2015年5月から刊行されている。
B's-LOG COMIC（同）にて松本蜜柑作画によるコミカライズが2023年5月から2024年8月まで連載された。

## あらすじ
日本のどこにでもありそうな田舎町に住む女子高生・夏織の家の隣に「魔王」が越してきた。――引越し蕎麦をひっさげて。
黒くて禍々しいソレの異常性を訴える夏織だが、家族を含めた町の人々は意に介さないどころか当然のごとく魔王の存在を受け入れていた。
実は夏織の住む田舎町は魔王の「保養地」で、休暇中にやって来て暫くの間住み着いた後「地元」に帰っていくらしい。
無駄に物騒で仰々しい口ぶりに反して礼儀をわきまえ町内に溶け込む魔王と、隣人として彼の世話を焼くはめになった夏織の奇妙な異文化交流を描くハートフル日常コメディ。

## 登場人物
瀬野夏織（せの かおり）
本作の主人公で高校二年生。冷静かつ客観的でキレのあるツッコミが特徴で、わりと物怖じしない性格。
魔王の存在に真っ向から疑問を抱く常識人。しかし、母や祖母から魔王の世話を押し付けられ仕方なく面倒を見る内にすっかり順応してしまい、今では魔王直々に右腕の参謀と認められてしまった。
将来は農協志望だが、魔王は異世界に連れ帰って配下にするつもりで、着々と町内で外堀を埋められてしまっている。
魔王（まおう）
長い黒髪に琥珀色の二本角を生やし、左目に傷のある美貌の青年。黒いベールの下には悪魔のような羽が畳まれている。外見年齢は26、27程だが実年齢は15歳。別の世界を管轄する魔王からは「牙の魔王」と呼ばれているが、正直八重歯にしか見えない。
仰々しく物騒な口調だが、意外にも良識と礼儀をわきまえた模範的住人で町内会にもきちんと参加している。義理堅いが大人げない所があり、大の犬好き。一方で、冷徹で厳格な施政者らしい一面も。女児向け変身ヒロインアニメの悪役にそっくりだが無関係。
趣味は通販と時代劇鑑賞で、特に暴れん坊将軍がお気に入り。のどかな田舎町にも関わらずドアチェーンを施錠し夏織にしつこく防犯指導を説くほど警戒心が強いが、オレオレ詐欺にはあっさり引っかかった。意外と日本の田舎生活をエンジョイしている。収入源は不明だがそこそこ裕福らしい。ピーマンが好物だがゴーヤは嫌いな模様。
夏織の母
大雑把で細かいことは気にしない性格。買い置きばかりしているが肝心な時に役に立たない。
夏織の祖母
おっとりした性格。家の畑で野菜を育てている。
三枝さん（さえぐささん）
魔王が越してくるまでは夏織の家のひとつ隣だった。チワワを六匹飼っている。大の甘党。若い頃はプレイボーイだったらしく、数年前には隠し子が発覚して大騒ぎになった。
宮間司（みやま つかさ）
夏織のクラスメート。背が低いことを気にしている。悪気の有無は不明だが魔王にコンプレックスを執拗に刺激されているため、魔王に腹を立てており犬猿の仲。
這いずりさん（はいずりさん）
夏織の祖母が小さい頃の夏織を寝かせようと作り出した妖怪。夜になると這いずりさんが現れて寝ない子を田んぼに引きずっていくと言われており、夏織を震え上がらせた。
悪ノリした夏織の母によって「水田から夜な夜な這いずり出てくる」「鬼火とともに現れる」「主食はセミ」などと脚色を加えられながら脈々と瀬野家に受け継がれている。
夏織の父
都会に単身赴任中のサラリーマン。入り婿で影が薄い。夏織の常識人さは父親からの遺伝。休暇で帰省中遭遇した魔王に仰天し、愛娘を救おうと奮闘するが……
勇者（ゆうしゃ）
魔王の天敵で知られる勇者。天運が異常に強く、魔王を探し回る内に保養地に辿り着いた。思い込みが激しく、他人の迷惑を一切顧みない性格。黄金の魔王が管轄する世界出身。
黄金の魔王の撒いた疫病で他界した恋人・マリアンヌと悪魔に取り憑かれた父親の仇として魔王を狙っていたが、実際は父親が不倫に走り勇者の母親を捨て、疫病については幼い頃から勇者につきまとわれ迷惑がっていたマリアンヌの狂言だと判明。
失恋し聖剣にも見放されて夏織の家に住み着こうとするが、夏織の這いずりさんの話に怯えて逃げ去った。元の世界に帰ってからは聖剣に認められようと修行の旅に出た模様。なお、勇者の残した甲冑は夏織と魔王の押し付け合いの末ゆるキャラ「ナイト★くん」になった。
黄金の魔王（こがねのまおう）
魔王とは別管轄の世界の魔王。ねじれた二本角に黄金の髪を垂らした遊び人風の男性で、言葉遣いもフランク。魔王歴は長い。
夏織の祖母と面識がある。保養地に押しかけて来た勇者を連れて帰らせようと魔王が呼び出した。

## 既刊一覧

### 小説
- 雪乃下ナチ（著） / ちほ（イラスト） 『となりの魔王』 KADOKAWA〈ビーズログ文庫アリス〉、既刊2巻（2015年7月15日現在）
  1. 「到来編」2015年5月15日発売[3]ISBN 978-4-04-730488-8
  2. 「襲来編」2015年7月15日発売[4]ISBN 978-4-04-730560-1

### 漫画
- 雪乃下ナチ（原作） / ちほ（キャラクター原案） / 松本蜜柑（作画） 『となりの魔王』 KADOKAWA〈B's-LOG COMICS〉、全2巻
  1. 2024年2月1日発売[5]、ISBN 978-4-04-737813-1
  2. 2024年11月1日発売[6]、ISBN 978-4-04-738158-2